# Château de la Chasseigne
 (septembre 2022).
Si vous disposez d'ouvrages ou d'articles de référence ou si vous connaissez des sites web de qualité traitant du thème abordé ici, merci de compléter l'article en donnant les références utiles à sa vérifiabilité et en les liant à la section « Notes et références ».
Le château de la Chasseigne est situé à Saint-Parize-le-Châtel en France.

## Localisation
Le château de la Chasseigne est situé sur la commune de Saint-Parize-le-Châtel, située dans le département de la Nièvre en région Bourgogne-Franche-Comté.

## Description
L'ancien manoir datait du XVe siècle, il n'en reste plus que le porche composé de deux tours, l'ensemble est relié par une galerie au château moderne. Le château actuel est de style néo-Renaissance et fut bâti en 1868 par le comte Armand de Montrichard (1812-1875) sur les plans de l'architecte Levy. En 2020, une association, Les Amis de la Chasseigne, est créée dans le but de sauver le château, dont l’état général nécessite des interventions importantes.

## Historique
Le château est une ancienne maison forte protégée par des fossés et des enceintes fortifiées.
De l'ancien manoir du XVe siècle, il ne reste plus que le porche composé de deux tours. L'ensemble est relié par une galerie au château moderne.